# Europsko prvenstvo u plivanju u kratkim bazenima 2007.
Europsko prvenstvo u plivanju u kratkim bazenima 2007. održano je u mađarskom gradu Debrecinu od 13. do 16. prosinca. Podijeljeno je 19 kompleta odličja u obje konkurencije. Službeno su najuspješnijim plivačima prvenstva proglašeni mađar Laszlo Cseh i hrvatica Sanja Jovanović. 
Svjetski rekord je popravljen u 7 disciplina, a europski u 3. 
Najuspješnija nacija po broju osvojenih medalja bila je Njemačka (19), od čega 5 zlatnih.
Hrvatska je na ovom prvenstvu osvojila 4 odličja: jedno zlato i tri srebra.

## Pojedinčana natjacanja

### Slobodni stil

#### 50 m slobodno
| Mjesto | Država    | Plivač          | Vrijeme (s) |
| ------ | --------- | --------------- | ----------- |
| 1.     | Švedska   | Stefan Nystrand | 21.11       |
| 2.     | Hrvatska  | Duje Draganja   | 21.23       |
| 3.     | Francuska | Alain Bernard   | 21.57       |
| 4.     | Švedska   | Petter Stymne   | 21.60       |
| 5.     | Njemačka  | Steffen Deibler | 21.83       |
| 6.     | Rusija    | Sergey Fesikov  | 21.96       |
| 7.     | Francuska | David Maitre    | 21.97       |
| 8.     | Finska    | Matti Rajakylae | 22.03       |

| Mjesto | Država     | Plivačica             | Vrijeme (s) |
| ------ | ---------- | --------------------- | ----------- |
| 1.     | Nizozemska | Marleen Veldhuis      | 23,77       |
| 2.     | Njemačka   | Britta Steffen        | 23,80       |
| 3.     | Nizozemska | Hinkelien Schreuder   | 24,29       |
| 4.     | Francuska  | Malia Metella         | 24,44       |
| 5.     | Švedska    | Anna-Karin Kammerling | 24,46       |
| 6.     | Poljska    | Agata Korc            | 24,52       |
| 7.     | Njemačka   | Dorothea Brandt       | 24,56       |
| 8.     | Francuska  | Celine Couderc        | 24,74       |

#### 100 m slobodno
| Mjesto | Država    | Plivač          | Vrijeme (s) |
| ------ | --------- | --------------- | ----------- |
| 1.     | Francuska | Alain Bernard   | 46,39       |
| 2.     | Švedska   | Stefan Nystrand | 46,73       |
| 3.     | Italija   | Filippo Magnini | 46,90       |
| 4.     | Ukrajina  | Yuriy Yegoshin  | 47,65       |
| 5.     | Švedska   | Petter Stymne   | 47,73       |
| 6.     | Danska    | Jakob Andkjär   | 47,82       |
| 7.     | Njemačka  | Steffen Deibler | 47,90       |
| 8.     | Francuska | Amaury Leväux   | 47,97       |

| Mjesto | Država     | Plivačica           | Vrijeme (s) |
| ------ | ---------- | ------------------- | ----------- |
| 1.     | Njemačka   | Britta Steffen      | 52,20       |
| 2.     | Nizozemska | Marleen Veldhuis    | 52,30       |
| 3.     | Švedska    | Josefin Lillhage    | 52,84       |
| 4.     | Francuska  | Alena Popchanka     | 53,60       |
| 5.     | Francuska  | Malia Metella       | 53,62       |
| 6.     | Nizozemska | Femke Heemskerk     | 53,67       |
| 7.     | Finska     | Hanna-Maria Seppälä | 54,06       |
| 8.     | Njemačka   | Petra Dallmann      | 54,10       |

#### 200 m slobodno
| Mjesto | Država   | Plivač                | Vrijeme |
| ------ | -------- | --------------------- | ------- |
| 1.     | Italija  | Filippo Magnini       | 1:43,50 |
| 2.     | Njemačka | Paul Biedermann       | 1:43,60 |
| 3.     | Poljska  | Pawel Korzeniowski    | 1:44,05 |
| 4.     | Italija  | Massimiliano Rosolino | 1:45,29 |
| 5.     | Njemačka | Stefan Herbst         | 1:46,07 |
| 6.     | Mađarska | Gergo Kis             | 1:46,22 |
| 7.     | Izrael   | Shai Livnat           | 1:46,53 |
| 8.     | Poljska  | Lukasz Gasior         | 1:46,81 |

| Mjesto | Država    | Plivačica           | Vrijeme |
| ------ | --------- | ------------------- | ------- |
| 1.     | Švedska   | Josefin Lillhage    | 1:53,55 |
| 2.     | Francuska | Laure Manaudou      | 1:54,15 |
| 3.     | Francuska | Coralie Balmy       | 1:54,43 |
| 4.     | Mađarska  | Evelyn Verraszto    | 1:55,23 |
| 5.     | Italija   | Federica Pellegrini | 1:56,61 |
| 6.     | Rusija    | Kira Volodina       | 1:56,72 |
| 7.     | Njemačka  | Meike Freitag       | 1:56,80 |
| 8.     | Švedska   | Gabriella Fagundez  | 1:56,89 |

#### 400 m slobodno
| Mjesto | Država   | Plivač                | Vrijeme |
| ------ | -------- | --------------------- | ------- |
| 1.     | Poljska  | Paweł Korzeniowski    | 3:38,72 |
| 2.     | Njemačka | Paul Biedermann       | 3:38,76 |
| 3.     | Mađarska | Gergo Kis             | 3:39,52 |
| 4.     | Italija  | Federico Colbertaldo  | 3:40,83 |
| 5.     | Poljska  | Przemyslaw Stanczyk   | 3:41,63 |
| 6.     | Italija  | Massimiliano Rosolino | 3:42,34 |
| 7.     | Rusija   | Vitaly Romanovich     | 3:43,96 |
| 8.     | Austrija | Dominik Koll          | 3:44,49 |

| Mjesto | Država     | Plivačica              | Vrijeme |
| ------ | ---------- | ---------------------- | ------- |
| 1.     | Francuska  | Laure Manaudou         | 3:57,43 |
| 2.     | Italija    | Federica Pellegrini    | 4:00,78 |
| 3.     | Mađarska   | Agnes Mutina           | 4:02,35 |
| 4.     | Španjolska | Erika Villäcija Garcia | 4;02,74 |
| 5.     | Švicarska  | Flavia Rigamonti       | 4:03,77 |
| 6.     | Francuska  | Coralie Balmy          | 4:04,06 |
| 7.     | Švedska    | Gabriella Fagundez     | 4:05,12 |
| 8.     | Austrija   | Jördis Steinegger      | 4:05,78 |

#### 1500 m + 800 m slobodno
| Mjesto | Država    | Plivač               | Vrijeme  |
| ------ | --------- | -------------------- | -------- |
| 1.     | Poljska   | Mateusz Sawrymowicz  | 14:24,54 |
| 2.     | Mađarska  | Gergo Kis            | 14:29,58 |
| 3.     | Italija   | Federico Colbertaldo | 14:31,31 |
| 4.     | Poljska   | Przemyslaw Stanczyk  | 14:40,04 |
| 5.     | Belgija   | Tom Vangeneugden     | 14:45,73 |
| 6.     | Danska    | Mads Gläsner         | 14:53,86 |
| 7.     | Francuska | Anthony Pannier      | 14:55,84 |
| 8.     | Austrija  | David Brandl         | 14:56,05 |

| Mjesto | Država                 | Plivačica               | Vrijeme |
| ------ | ---------------------- | ----------------------- | ------- |
| 1.     | Danska                 | Lotte Friis             | 8:12,27 |
| 2.     | Španjolska             | Erika Villaecija Garcia | 8:12,40 |
| 3.     | Italija                | Alessia Filippi         | 8:12,84 |
| 4.     | Švicarska              | Flavia Rigamonti        | 8:12,91 |
| 5.     | Francuska              | Beatrix Boulsevicz      | 2:07,58 |
| 6.     | Francuska              | Coralie Balmy           | 8:17,65 |
| 7.     | Ujedinjeno Kraljevstvo | Cassandra Patten        | 8:20,25 |
| 8.     | Francuska              | Sophie Huber            | 8:23,43 |

### Leđni stil

#### 50 m leđno
| Mjesto | Država     | Plivač                  | Vrijeme (s) |
| ------ | ---------- | ----------------------- | ----------- |
| 1.     | Njemačka   | Thomas Rupprath         | 23,43       |
| 2.     | Njemačka   | Helge Meeuw             | 23,59       |
| 3.     | Španjolska | Aschwin Wildeboer Faber | 23,75       |
| 4.     | Rusija     | Stanislaw Donez         | 23,86       |
| 5.     | Slovačka   | Lubos Krizko            | 23,98       |
| 6.     | Island     | Orn Arnarson            | 24,05       |
| 7.     | Izrael     | Guy Barnä               | 24,21       |
| 8.     | Švicarska  | Flori Lang              | 24,41       |

| Mjesto | Država                 | Plivačica              | Vrijeme (s) |
| ------ | ---------------------- | ---------------------- | ----------- |
| 1.     | Hrvatska               | Sanja Jovanović        | 26,50       |
| 2.     | Njemačka               | Janine Pietsch         | 27,11       |
| 3.     | Austrija               | Fabienne Nadarajah     | 27,50       |
| 4.     | Izrael                 | Anna Gostomelsky       | 27,54       |
| 5.     | Bjelorusija            | Aleksandra Herasimenia | 27,56       |
| 6.     | Rusija                 | Anastasia Züva         | 27,75       |
| 7.     | Španjolska             | Nina Zhivanevskaya     | 27,89       |
| 8.     | Ujedinjeno Kraljevstvo | Katy Sexton            | 28,11       |

#### 100 m leđno
| Mjesto | Država     | Plivač                  | Vrijeme (s) |
| ------ | ---------- | ----------------------- | ----------- |
| 1.     | Rusija     | Stanislaw Donez         | 50,61 (CR)  |
| 2.     | Austrija   | Markus Rogan            | 51,12       |
| 3.     | Njemačka   | Helge Meeuw             | 51,56       |
| 4.     | Španjolska | Aschwin Wildeboer Faber | 51,74       |
| 5.     | Island     | Orn Arnarson            | 51,96       |
| 6.     | Izrael     | Guy Barnea              | 52,09       |
| 7.     | Francuska  | Benjamin Stasiulis      | 52,62       |
| 8.     | Francuska  | Pierre Roger            | 52,75       |

| Mjesto | Država                 | Plivačica          | Vrijeme (s) |
| ------ | ---------------------- | ------------------ | ----------- |
| 1.     | Francuska              | Laure Manaudou     | 57,34       |
| 2.     | Hrvatska               | Sanja Jovanović    | 57,94       |
| 3.     | Njemačka               | Janine Pietsch     | 58,15       |
| 4.     | Izrael                 | Anna Gostomelsky   | 58,72       |
| 5.     | Slovenija              | Anja Carman        | 58,98       |
| 6.     | Ujedinjeno Kraljevstvo | Katy Sexton        | 58,99       |
| 7.     | Mađarska               | Nikolett Szepesi   | 59,51       |
| 8.     | Ukrajina               | Iryna Amshennikova | 59,68       |

#### 200 m leđno
| Mjesto | Država     | Plivač                  | Vrijeme      |
| ------ | ---------- | ----------------------- | ------------ |
| 1.     | Austrija   | Markus Rogan            | 1:49,86 (ER) |
| 2.     | Rusija     | Stanislaw Donez         | 1:51,94      |
| 3.     | Španjolska | Aschwin Wildeboer Faber | 1:52,12      |
| 4.     | Francuska  | Pierre Roger            | 1:52,72      |
| 5.     | Francuska  | Benjamin Stasiulis      | 1:53,08      |
| 6.     | Austrija   | Sebastian Stoss         | 1:53,99      |
| 7.     | Njemačka   | Helge Meeuw             | 1:55,05      |
| 8.     | Njemačka   | Stefan Herbst           | 1:55,81      |

| Mjesto | Država     | Plivačica                  | Vrijeme |
| ------ | ---------- | -------------------------- | ------- |
| 1.     | Slovenija  | Anja Carman                | 2:05,20 |
| 2.     | Francuska  | Esther Baron               | 2:05,57 |
| 3.     | Ukrajina   | Iryna Amshennikova         | 2:05,98 |
| 4.     | Francuska  | Alexianne Castel           | 2:07,02 |
| 5.     | Španjolska | Escarlata Bernard Gonzalez | 2:07,90 |
| 6.     | Mađarska   | Nikolett Szepesi           | 2:08,43 |
| 7.     | Španjolska | Duane Da Rocha Marce       | 2:09,44 |
| 8.     | Njemačka   | Jenny Mensing              | 2:10,99 |

### Prsni stil

#### 50 m prsno
| Mjesto | Država                 | Plivač             | Vrijeme (s) |
| ------ | ---------------------- | ------------------ | ----------- |
| 1.     | Ukrajina               | Oleh Lissohor      | 26,75       |
| 2.     | Norveška               | Aleksander Hetland | 26,95       |
| 3.     | Italija                | Alessandro Terrin  | 27,09       |
| 4.     | Slovenija              | Matjaz Markic      | 27,12       |
| 5.     | Norveška               | Alexander Dale Ön  | 27,16       |
| 6.     | Ujedinjeno Kraljevstvo | Chris Cook         | 27,28       |
|        | Izrael                 | Michael Malul      | 27,28       |
| 8.     | Finska                 | Eetu Karvonen      | 27,43       |

| Mjesto | Država   | Plivačica         | Vrijeme (s) |
| ------ | -------- | ----------------- | ----------- |
| 1.     | Rusija   | Julija Jefimowa   | 30,33       |
|        | Njemačka | Janne Schäfer     | 30,33       |
| 3.     | Njemačka | Sarah Poewe       | 30,80       |
| 4.     | Austrija | Mirna Jukić       | 30,90       |
| 5.     | Finska   | Katja Lehtonen    | 31,21       |
| 6.     | Rusija   | Jelena Bogomasowa | 31,27       |
| 7.     | Grčka    | Angeliki Exarchou | 31,40       |
| DSQ    | Švedska  | Hanna Westrin     |             |

#### 100 m prsno
| Mjesto | Država     | Plivač            | Vrijeme (s) |
| ------ | ---------- | ----------------- | ----------- |
| 1.     | Rusija     | Grigory Falko     | 58,57       |
|        | Ukrajina   | Igor Borysik      | 58,57       |
| 3.     | Bugarska   | Mihail Alexandrov | 58,75       |
| 4.     | Ukrajina   | Oleh Lissohor     | 58,79       |
| 5.     | Norveška   | Alexander Dale Ön | 58,81       |
| 6.     | Nizozemska | Robin Van Aggele  | 58,88       |
| DSQ    | Rusija     | Dmitry Komornikov |             |
| DSQ    | Italija    | Alessandro Terrin |             |

| Mjesto | Država    | Plivačica                 | Vrijeme (min) |
| ------ | --------- | ------------------------- | ------------- |
| 1.     | Rusija    | Julija Jefimowa           | 1:04,95       |
| 2.     | Austrija  | Mirna Jukić               | 1:06,57       |
| 3.     | Rusija    | Elena Bogomazova          | 1:06,72       |
| 4.     | Švedska   | Hannah Westrin            | 1:07,46       |
| 5.     | Mađarska  | Agnes Kovacs              | 1:07,56       |
| 6.     | Njemačka  | Sarah Poewe               | 1:07,72       |
| 7.     | Švicarska | Patricia Humplik          | 1:07,78       |
| 8.     | Francuska | Anee Sophie Le Paranthoen | 1:08,16       |

#### 200 m prsno
| Mjesto | Država   | Plivač             | Vrijeme (min) |
| ------ | -------- | ------------------ | ------------- |
| 1.     | Mađarska | Daniel Gyurta      | 2:05,49 (ER)  |
| 2.     | Italija  | Paolo Bossini      | 2:05,82       |
| 3.     | Bugarska | Mihail Alexandrov  | 2:06,91       |
| 4.     | Danska   | Chris Christensen  | 2:07,45       |
| 5.     | Irska    | Andrew Bree        | 2:08,23       |
| 6.     | Češka    | Jiri Jedlicka      | 2:08,47       |
| DSQ    | Rusija   | Grigory Falko      |               |
| DSQ    | Norveška | Alexander Dale Oen |               |

| Mjesto | Država   | Plivačica             | Vrijeme (min) |
| ------ | -------- | --------------------- | ------------- |
| 1.     | Rusija   | Julija Jefimowa       | 2:19,08 (ER)  |
| 2.     | Austrija | Mirna Jukić           | 2:20,92       |
| 3.     | Njemačka | Anne Poleska          | 2:22,66       |
| 4.     | Poljska  | Beata Kaminska        | 2:25,00       |
| 5.     | Rusija   | Svetlana Karpeeva     | 2:25,07       |
| 6.     | Norveška | Anne Mari Gulbrandsen | 2:25,70       |
| 7.     | Danska   | Julie Hjorth-Hansen   | 2:25,92       |
| 8.     | Njemačka | Simone Weiler         | 2:26,64       |

### Leptir stil

#### 50 m leptir
| Mjesto | Država     | Plivač             | Vrijeme (s) |
| ------ | ---------- | ------------------ | ----------- |
| 1.     | Srbija     | Milorad Čavić      | 22,89       |
| 2.     | Rusija     | Evgeny Korotyshkin | 22,90       |
| 3.     | Njemačka   | Johannes Dietrich  | 22,94       |
| 4.     | Hrvatska   | Duje Draganja      | 23,24       |
| 5.     | Španjolska | Rafael Munoz Perez | 23,30       |
| 6.     | Danska     | Jakob Andkjaer     | 23,35       |
| 7.     | Finska     | Matti Rajakylae    | 23,45       |
| 8.     | Hrvatska   | Mario Todorović    | 23,49       |

| Mjesto | Država     | Plivačica             | Vrijeme (s) |
| ------ | ---------- | --------------------- | ----------- |
| 1.     | Švedska    | Anna-Karin Kammerling | 25,70       |
| 2.     | Nizozemska | Inge Dekker           | 25,74       |
| 3.     | Nizozemska | Hinkelien Schreuder   | 25,90       |
| 4.     | Austrija   | Fabienne Nadarajah    | 26,13       |
| 5.     | Danska     | Jeanette Ottesen      | 26,17       |
| 6.     | Poljska    | Agata Korc            | 26,68       |
| 7.     | Izrael     | Amit Ivri             | 26,75       |
| 8.     | Belgija    | Kimberley Buys        | 27,02       |

#### 100 m leptir
| Mjesto | Država     | Plivač             | Vrijeme (s) |
| ------ | ---------- | ------------------ | ----------- |
| 1.     | Srbija     | Milorad Čavić      | 50,53       |
| 2.     | Rusija     | Evgeny Korotyshkin | 50,59       |
| 3.     | Slovenija  | Peter Mankoč       | 50,62       |
| 4.     | Španjolska | Rafael Munoz Perez | 51,28       |
| 5.     | Hrvatska   | Duje Draganja      | 51,53       |
| 6.     | Srbija     | Ivan Lendjar       | 51,70       |
| 7.     | Ukrajina   | Andriy Serdinov    | 51,95       |
| 8.     | Hrvatska   | Mario Todorović    | 52,06       |

| Mjesto | Država     | Plivačica          | Vrijeme (s) |
| ------ | ---------- | ------------------ | ----------- |
| 1.     | Nizozemska | Inge Dekker        | 56,82 (CR)  |
| 2.     | Francuska  | Alena Popchanka    | 57,55       |
| 3.     | Poljska    | Otylia Jedrzejczak | 58,40       |
| 4.     | Njemačka   | Annika Mehlhorn    | 58,54       |
| 5.     | Nizozemska | Chantal Groot      | 58,55       |
| 6.     | Mađarska   | Emese Kovacs       | 58,82       |
| 7.     | Belgija    | Kimberly Buys      | 58,92       |
| DSQ    | Danska     | Jeanette Ottesen   |             |

#### 200 m leptir
| Mjesto | Država    | Plivač                | Vrijeme (min) |
| ------ | --------- | --------------------- | ------------- |
| 1.     | Mađarska  | Laszlo Cseh           | 1:51,55       |
| 2.     | Poljska   | Pawel Korzeniowski    | 1:51,61       |
| 3.     | Grčka     | Ioannis Drymonakos    | 1:54,28       |
| 4.     | Francuska | Christophe Lebon      | 1:55,08       |
| 5.     | Austrija  | Dinko Jukić           | 1:55,47       |
| 6.     | Rusija    | Maxim Ganikhin        | 1:55,83       |
| 7.     | Belgija   | Mathieu Fonteyn       | 1:56,13       |
| 8.     | Portugal  | Diogo Filipe Carvalho | 1:56,54       |

| Mjesto | Država                 | Plivačica              | Vrijeme (min) |
| ------ | ---------------------- | ---------------------- | ------------- |
| 1.     | Poljska                | Otylia Jędrzejczak     | 2:03,53       |
| 2.     | Mađarska               | Emese Kovacs           | 2:05,41       |
| 3.     | Njemačka               | Annika Mehlhorn        | 2:06,53       |
| 4.     | Ujedinjeno Kraljevstvo | Terri Dunning          | 2:06,54       |
| 5.     | Mađarska               | Beatrix Boulsevicz     | 2:07,58       |
| 6.     | Francuska              | Aurore Mongel          | 2:07,94       |
| 7.     | Španjolska             | Mireia Belmonte Garcia | 2:08,36       |
| 8.     | Ujedinjeno Kraljevstvo | Cassandra Patten       | 2:08,56       |

### Mješovito

#### 100 m mješovito
| Mjesto | Država    | Plivač              | Vrijeme (s) |
| ------ | --------- | ------------------- | ----------- |
| 1.     | Slovenija | Peter Mankoč        | 52,88       |
| 2.     | Njemačka  | Thomas Rupprath     | 53,46       |
| 3.     | Rusija    | Sergei Fessikow     | 54,12       |
| 4.     | Francuska | Antonie Galavtine   | 54,18       |
| 5.     | Hrvatska  | Saša Imprić         | 54,61       |
| 6.     | Litva     | Vytautas Janusaitis | 54,70       |
| 7.     | Estonija  | Martin Liivamagi    | 54,96       |
| 8.     | Švedska   | Per Nylin           | 55,04       |

| Mjesto | Država      | Plivačica            | Vrijeme (min) |
| ------ | ----------- | -------------------- | ------------- |
| 1.     | Finska      | Hanna-Maria Seppälä  | 1:00,23       |
| 2.     | Poljska     | Aleksandra Urbanczyk | 1:00,53       |
| 3.     | Francuska   | Sophie De Ronchi     | 1:00,56       |
| 4.     | Nizozemska  | Hinkelien Schreuder  | 1:00,75       |
| 5.     | Francuska   | Camille Muffat       | 1:00,86       |
| 6.     | Mađarska    | Evelyn Verraszto     | 1:01,08       |
| 7.     | Bjelorusija | Svitlana Khakhlova   | 1:01,54       |
| 8.     | Rusija      | Daria Belyakina      | 1:01,86       |

#### 200 m mješovito
| Mjesto | Država   | Plivač                | Vrijeme (min) |
| ------ | -------- | --------------------- | ------------- |
| 1.     | Mađarska | László Cseh           | 1:52,99 (WR)  |
| 2.     | Hrvatska | Saša Imprić           | 1:57,48       |
| 3.     | Rusija   | Alexander Tichonow    | 1:57,59       |
| 4.     | Portugal | Diogo Filipe Carvalho | 1:57,99       |
| 5.     | Estonija | Martin Liivamagi      | 1:58,11       |
| 6.     | Italija  | Alessio Boggiatto     | 1:58,24       |
| 7.     | Rusija   | Alexey Zatsepin       | 1:58,37       |
| 8.     | Švedska  | Erik Samuelsson       | 2:00,35       |

| Mjesto | Država    | Plivačica            | Vrijeme (min) |
| ------ | --------- | -------------------- | ------------- |
| 1.     | Francuska | Camille Muffat       | 2:09,05       |
| 2.     | Poljska   | Katarzyna Baranowska | 2:09,25       |
| 3.     | Mađarska  | Evelyn Verraszto     | 2:09,83       |
| 4.     | Mađarska  | Katinka Hosszu       | 2:09,99       |
| 5.     | Francuska | Sophie De Ronchie    | 2:10,44       |
| 6.     | Poljska   | Aleksandra Urbanczyk | 2:10,68       |
| 7.     | Danska    | Julie Hjorth-Hansen  | 2:10,78       |
| 8.     | Njemačka  | Nicole Hetzer        | 2:11,74       |

#### 400 m mješovito
| Mjesto | Država                 | Plivač             | Vrijeme (min) |
| ------ | ---------------------- | ------------------ | ------------- |
| 1.     | Mađarska               | László Cseh        | 3:59,33 (WR)  |
| 2.     | Italija                | Luca Marin         | 4:04,10       |
| 3.     | Grčka                  | Ioannis Drymonakos | 4:05,08       |
| 4.     | Mađarska               | Gergo Kis          | 4:05,12       |
| 5.     | Poljska                | Mateusz Matczak    | 4:09,07       |
| 6.     | Rusija                 | Alexander Tikhonov | 4:09,54       |
| 7.     | Italija                | Alessio Boggiatto  | 4:09,83       |
| 8.     | Ujedinjeno Kraljevstvo | Lewis Smith        | 4:10,70       |

| Mjesto | Država     | Plivačica              | Vrijeme (min) |
| ------ | ---------- | ---------------------- | ------------- |
| 1.     | Italija    | Alessia Filippi        | 4:30,46       |
| 2.     | Španjolska | Mireia Belmonte Garcia | 4:31,06       |
| 3.     | Francuska  | Camille Muffat         | 4:31,38       |
| 4.     | Poljska    | Katarzyna Baranowska   | 4:31,89       |
| 5.     | Mađarska   | Katinka Hosszu         | 4:32,10       |
| 6.     | Austrija   | Joerdis Steinegger     | 4:36,22       |
| 7.     | Danska     | Julie Hjorth-Hansen    | 4:36,48       |
| 8.     | Francuska  | Cylia Vabre            | 4:42,22       |

## Štafetna natjecanja

### 4x50 m slobodno
| Mjesto | Država                 | Plivači                                                                 | Vrijeme (min) |
| ------ | ---------------------- | ----------------------------------------------------------------------- | ------------- |
| 1.     | Švedska                | - Petter Stymne - Marcus Piehl - Per Nylin - Stefan Nystrand            | 1:24,19 (WR)  |
| 2.     | Francuska              | - Antoine Galavtine - Alain Bernard - David Maitre - Amaury Leveaux     | 1:24,98       |
| 3.     | Njemačka               | - Steffen Deibler - Stefan Herbst - Johannes Dietrich - Thomas Rupprath | 1:26,46       |
| 4.     | Rusija                 |                                                                         | 1:26,80       |
| 5.     | Hrvatska               |                                                                         | 1:27,19       |
| 6.     | Finska                 |                                                                         | 1:27,75       |
| 7.     | Ujedinjeno Kraljevstvo |                                                                         | 1:28,11       |
| DSQ    | Nizozemska             |                                                                         |               |

| Mjesto | Država     | Plivačice                                                                       | Vrijeme (min) |
| ------ | ---------- | ------------------------------------------------------------------------------- | ------------- |
| 1.     | Nizozemska | - Inge Dekker - Hinkelien Schreuder - Ranomi Kromowidjojo - Marleen Veldhuis    | 1:34,82 (WR)  |
| 2.     | Njemačka   | - Britta Steffen - Dorothea Brandt - Petra Dallmann - Meike Freitag             | 1:36,74       |
| 3.     | Švedska    | - Claire Hedenskog - Anna-Karin Kammerling - Josefin Lillhage - Magdalena Kuras | 1:36,81       |
| 4.     | Francuska  |                                                                                 | 1:38,33       |
| 5.     | Danska     |                                                                                 | 1:40,71       |
| 6.     | Rusija     |                                                                                 | 1:40,92       |
| 7.     | Hrvatska   |                                                                                 | 1:41,69       |
| 8.     | Finska     |                                                                                 | 1:42,29       |

### 4x50 m mješovito
| Mjesto | Država     | Plivači                                                                      | Vrijeme (min) |
| ------ | ---------- | ---------------------------------------------------------------------------- | ------------- |
| 1.     | Njemačka   | - Thomas Rupprath - Markus Deibler - Johannes Dietrich - Steffen Deibler     | 1:34,39       |
| 2.     | Rusija     | - Stanislaw Donez - Dmitry Komornikov - Evgeny Korotyshkin - Sergei Fessikow | 1:34,99       |
| 3.     | Nizozemska | - Nick Driebergen - Robin Van Aggele - Bastiaan Tamminga - Mitja Zastrow     | 1:35,35       |
| 4.     | Španjolska |                                                                              | 1:35,60       |
| 5.     | Ukrajina   |                                                                              | 1:35,66       |
| 6.     | Švedska    |                                                                              | 1:36,72       |
| 7.     | Finska     |                                                                              | 1:36,98       |
| 8.     | Izrael     |                                                                              | 1:37,18       |

| Mjesto | Država    | Plivačice                                                                     | Vrijeme (min) |
| ------ | --------- | ----------------------------------------------------------------------------- | ------------- |
| 1.     | Njemačka  | - Janine Pietsch - Janne Schäfer - Annika Mehlhorn - Britta Steffen           | 1:46,67 (WR)  |
| 2.     | Švedska   | - Magdalena Kuras - Hanna Westrin - Anna-Karin Kammerling - Josefin Lillhage  | 1:48,07       |
| 3.     | Francuska | - Laure Manaudou - Anna Sophie Le Paranthön - Alena Popchanka - Malia Metella | 1:48,39       |
| 4.     | Mađarska  |                                                                               | 1:50,38       |
| 5.     | Norveška  |                                                                               | 1:50,41       |
| 6.     | Finska    |                                                                               | 1:50,43       |
| 7.     | Hrvatska  |                                                                               | 1:51,08       |
| 8.     | Danska    |                                                                               | 1:52,09       |

## Vanjske poveznice
- Rezultati na omegatiming.com